# Economia de Belo Horizonte
Belo Horizonte é a quarta cidade mais rica do Brasil, com 1,46% do PIB nacional, atrás apenas de São Paulo, Rio de Janeiro e Brasília, respectivamente. Segundo dados de 2017, seu PIB somou 87,3 bilhões de reais, tendo ultrapassado Curitiba nos últimos anos. Segundo dados do IBGE, em 2015, o PIB per capita do município foi de R$ 34.910,13. A capital tem 77.454 sedes de empresas legalizadas, que abarcam 1.025.205 pessoas ocupadas.
Sua região metropolitana possuía um PIB de aproximadamente R$ 120,8 bilhões em 2010, tendo correspondido por 45% de todo o PIB mineiro naquele ano.  Segundo dados do IBGE, a rede urbana de influência exercida pela cidade no resto do país abrange 9,1% da população e 7,5% do PIB brasileiro. A influência é percebida em 698 cidades de São Paulo, Rio de Janeiro e de Minas Gerais. A Região Metropolitana de Belo Horizonte possui o quinto maior parque produtivo da América do Sul, com destaque para a indústria automobilística e de autopeças, siderurgia, eletrônica e construção civil.
Um dos maiores centros financeiros do Brasil, Belo Horizonte é caracterizada pela predominância  do setor terciário em sua economia. Mais de 80% da economia do município se concentra nos serviços, com destaque para o comércio, serviços financeiros, atividades imobiliárias e administração pública. Segundo dados do IBGE, em 2006 o setor agropecuário representou apenas 0,0005% de todas as riquezas produzidas na cidade.
| Ano          | PIB (R$ 1000) | PIB per capita (R$) |
| ------------ | ------------- | ------------------- |
| 2002         | 21 036 166    | 9 141               |
| 2003         | 23 305 046    | 10 020              |
| 2004         | 27 195 182    | 11 570              |
| 2005         | 28 386 694    | 11 951              |
| 2006         | 32 725 361    | 13 636              |
| Fonte: IBGE. |               |                     |

O município está entre os sete municípios com a melhor infraestrutura do país. Posicionada em um eixo logístico do Brasil é servida por uma malha viária e ferroviária que a liga aos principais centros e portos do país. Recebe voos nacionais e internacionais através do Aeroporto de Confins e voos nacionais e regionais através do Aeroporto da Pampulha.
Com um diversificado setor de comércio e da prestação de serviços e contando com uma desenvolvida rede de hotéis, restaurantes e agências bancárias, Belo Horizonte é um dos principais polos de turismo de negócios do país sediando importantes eventos nacionais e internacionais como o III Encontro das Américas em 1997, o 26° Encontro Econômico Brasil-Alemanha em 1999, a 47ª Reunião Anual do BID em 2006 e a Ecolatina em 2007.
Belo Horizonte é também o Portão de Entrada para cidades históricas mineiras como Ouro Preto, Mariana, Sabará, Caeté, Santa Luzia, Congonhas, Diamantina, São João del-Rei e Tiradentes.

## Serviços
Polo de atração de investimentos industriais no passado, a cidade assumiu novas vocações e se define perfil de centro propício às atividades de prestação de serviços. A predominância do setor de serviços no município perceptível nas estatísticas mais recentes é um processo característico do próprio desenvolvimento da economia da cidade no século XX, em contraponto à concentração industrial nos municípios do entorno que formam o Eixo Industrial da Região Metropolitana (Betim e Contagem). Essa terciarização da economia de Belo Horizonte é atribuída a alguns fatores. Um deles é a chamada terciarização espúria, processo característico de grandes metrópoles de países subdesenvolvidos, que acontece quando há uma grande quantidade de mão-de-obra que não é absorvida pelo setor industrial e passa a atuar em subempregos. Atribui-se também a tradição da indústria local de concentrar-se nos ramos de atividades industriais tradicionais (extrativismo mineral e siderurgia), que possuem um limitado efeito aglomerativo urbano e pouco potencial de geração de renda agregada, ao fortalecimento do setor de serviços no município. As mudanças advindas da implantação de indústrias manufatureiras e de bens de consumo durável a partir da década de 1970, formando uma nova base exportadora na Região Metropolitana de Belo Horizonte, é outro fator que favoreceu o crescimento do setor terciário na capital mineira.
A região Centro-Sul de Belo Horizonte, seguida pela região Noroeste, concentra o segmento dinâmico do setor de serviços, ou seja, aquelas atividades auxiliares do setor industrial que envolvem os serviços profissionais e de negócios, setor financeiro e de seguros, serviços imobiliários e de leasing, de engenharia, design, científicos, além das atividades de locação e de transportes. As atividades mais tradicionais do setor terciário estão distribuídas de forma mais homogênea entre as outras regiões do município.
O município é reconhecido por abrigar instituições de excelência técnica e conhecimento científico e recebe permanentemente recursos públicos e privados que o credencia como polo de diversificação econômica. Destacam-se os setores de informática e biotecnologia que asseguram expansão com a integração com instituições produtoras de conhecimento, entre universidades e institutos de pesquisa, e por meio das incubadoras tecnológicas como a Fumsoft e Biominas, apoiadas pela Prefeitura de Belo Horizonte.

## Indústria
As primeiras atividades produtivas que surgiram antecedem a fundação do município. O Arraial do Curral del-Rei produzia gêneros para o abastecimento da região mineradora, especialmente gado e produtos agrícolas. As primeiras atividades industriais surgem no século XIX em Nova Lima com a instalação da Saint Jonh del Rey Mining Co. em 1834 e da Cia. Mineira de Fiação e Tecidos em 1879, em Marzagão, distrito de Sabará. Outros empreendimentos surgiram como um estabelecimento de fiação e tecelagem em 1838, no distrito de Neves Venda Nova; uma fundição de ferro e bronze em 1845, próximo à Lagoa Maria Dias, onde hoje é o cruzamento da Av. Paraná com a Rua Carijós no centro de Belo Horizonte; uma fundição, no lugar denominado Cardoso, em 1885; e uma pequena manufatura de velas de sebo para fornecimento à Cia. de Morro Velho.

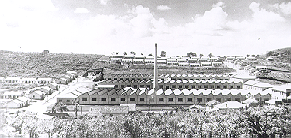
Tecelagem da Companhia Renascença Industrial, em 1937

A concepção inicial da cidade, planejada no final do século XIX, contemplava aspectos extremamente modernos da teoria urbanística mas não previa a determinação de espaços destinados à atividade industrial, e nem tampouco para habitações populares ou proletárias.
Já nos primeiros anos, as atividades industriais surgiam voltadas para o mercado local, utilizando matérias-primas provenientes do setor primário e possuíam um baixo grau de mecanização, dentre elas empresas produtoras de cerâmica às bebidas e cartões postais, do processamento de fumos à fabricação de balas e bombons.
Muitas empresas surgiram do esforço de acumulação de capital dos imigrantes italianos, portugueses e espanhóis e de outras nacionalidades, em menor escala.
Em 1902, o prefeito Bernardo Monteiro baixou um decreto que regulava a concessão de terrenos a indústrias, associações e a venda a particulares. A partir de então, a Prefeitura passou a incentivar a industrialização ao fornecer energia gratuita a diversas indústrias durante um longo período. Estes incentivos perduraram até 1916, quando chegaram a representar 20% da arrecadação do município.
Com a deflagração da I Guerra Mundial em 1914, houve uma forte recessão que provocou a estagnação do desenvolvimento econômico e industrial da cidade, em função da diminuição das exportações de café e produtos primários.

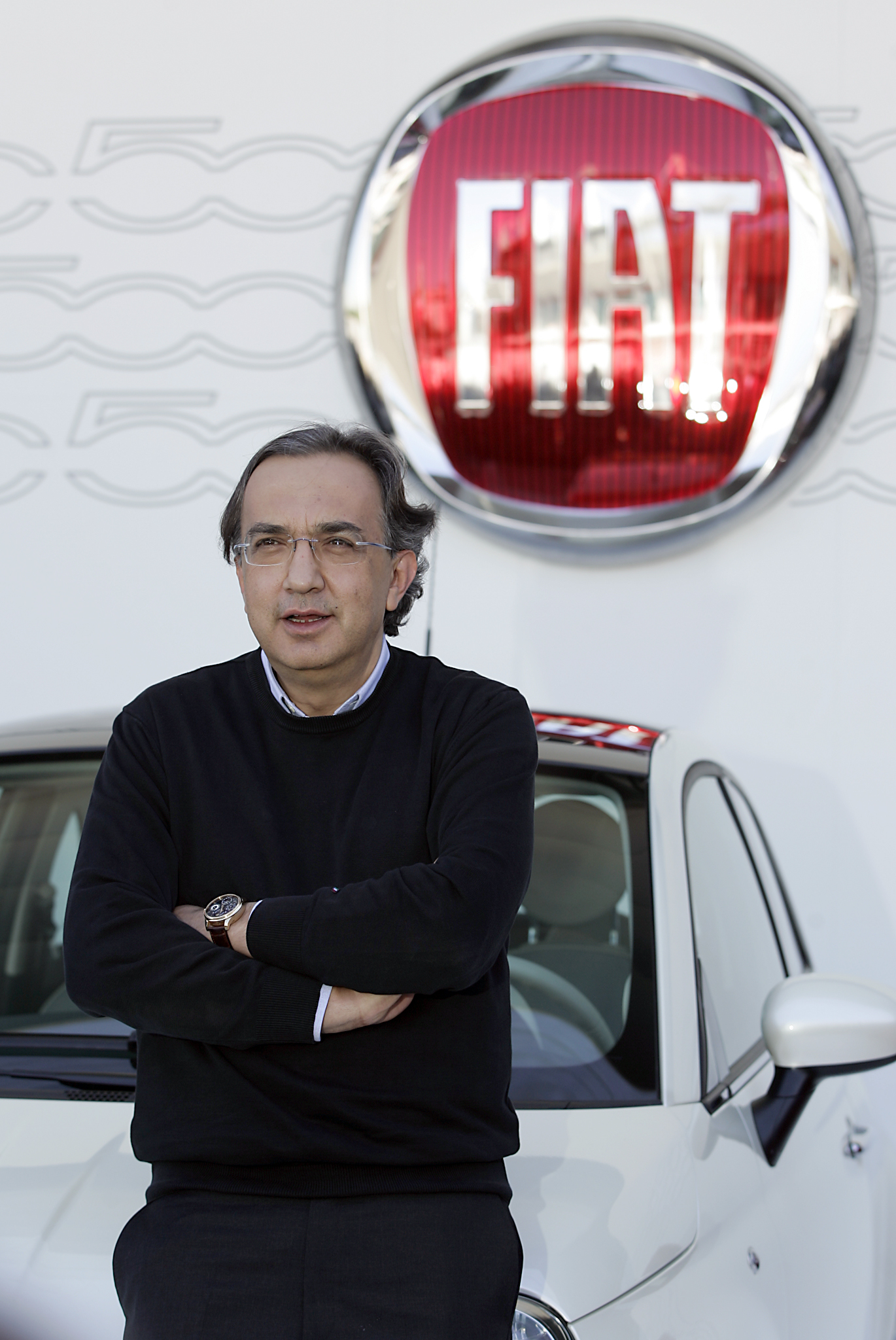
A maior montadora de veículos da FIAT no mundo está sediada em Betim, na Região Metropolitana de Belo Horizonte

Findo o conflito mundial, Belo Horizonte voltou a se desenvolver economicamente. O crescimento econômico da década de 1920 atinge níveis elevados alavancados pela expansão do setor de siderurgia, liderado pela Cia. Siderúrgica Belgo Mineira e outras localizadas nos municípios de Caeté, Rio Acima e Belo Horizonte. Já no final da década de 1920, inicia-se a construção de estradas de rodagem ligando Belo Horizonte a São Paulo e ao Rio de Janeiro.
Com a Revolução de 30, setores da burguesia nacional obtêm maior poder político que culmina com a expansão da industrialização e a valorização do nacionalismo no setor produtivo. Na década de 1930, destacam-se a atuação do prefeito Otacílio Negrão de Lima e a instalação da Cia. Renascença Industrial, no bairro Barro Preto, empregando cerca de 1.000 trabalhadores, causando grande impacto na economia. Em 1936 é criada a Zona Industrial do Barro Preto, para onde se deslocam inúmeras indústrias instaladas nas imediações da Estação Ferroviária e de outros pontos da cidade, tornando-se a principal concentração industrial da capital.
Porém, a Zona Industrial do Barro Preto não comportava a instalação de indústrias pesadas dada sua localização dentro da área urbana do município. O governo estadual, então, criou em 1941 a Cidade Industrial na localidade de Ferrugem, no município de Betim. Foram desapropriados 770 hectares de área e promoveu o loteamento e o arruamento. As linhas da E. F. Oeste de Minas e da Central do Brasil foram desviadas para facilitar o acesso ao local.
Em 1946, foi inaugurada a Cidade Industrial mas poucas empresas seriam instaladas antes de 1950. A década de 1940 marcou o movimento de transferência das indústrias instaladas na área urbana da capital para os municípios vizinhos, que se intensificaria ao final da década de 1960. Desde então, o desenvolvimento industrial de Belo Horizonte está atrelado a Contagem e aos municípios da região metropolitana.
Em 1952, a CEMIG é criada pelo então governador Juscelino Kubitschek, o que garantiu a oferta de energia barata para as indústrias da região. Nesse mesmo ano, inicia-se a instalação da Cia. Siderúrgica Mannesmann, no Barreiro, que começaria a produzir tubos sem costura em 1956. Os setores da construção civil, moveleiro e de aparelhos elétricos também tiveram grande impulso na década de 1950.

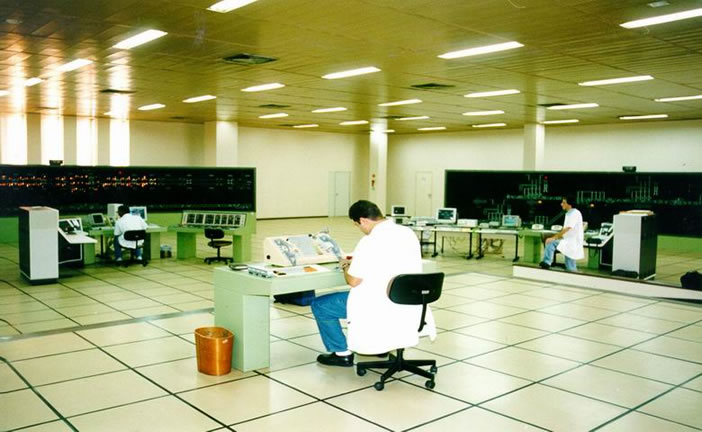
Centro de Controle Operacional - Metrô-BH

A década de 1960 é marcada pelos investimentos do capital estrangeiro em Belo Horizonte, que provoca o fechamento de inúmeras indústrias de bens de consumo voltadas para o mercado interno. Invertendo a posição nacionalista do segundo Governo Vargas, o governo de JK passa a ver o capital estrangeiro como aliado no processo de superação do subdesenvolvimento da indústria nacional.
Nos anos 1970, ocorre a chegada de grandes empresas multinacionais de bens de capital e a migração de indústrias para a área mineira da SUDENE, devido aos incentivos fiscais. Em 1973, a FIAT Automóveis instala primeira montadora fora do eixo Rio-São Paulo, em Betim. Hoje lidera a produção e as vendas no mercado do país, tornando-se a mais importante unidade produtora fora da Itália. Sua planta de Betim é a maior produtora de veículos da empresa no mundo.
As décadas de 80 e 90 foram marcadas por um longo período de recessão e estagnação econômica.  A cidade passa a desenvolver e abrigar um parque industrial baseado nas indústrias não-poluentes e de alta tecnologia, tornando-se um dos mais importantes polos industriais do país, com empresas de ponta nas áreas de confecção, calçados, informática, alimentação, aparelhos elétricos e eletrônicos, perfumaria e turismo de negócios com estruturas produtivas leves, ampla terceirização de atividades e grandes investimentos em marketing e publicidade.

## Turismo
Recentemente, o município tem se destacado por sua capacidade de desenvolver duas modalidades de turismo: o turismo de eventos e o turismo cultural. Essa delineação do desenvolvimento do setor terciário da economia com o incremento do setor turístico integra a política de estímulo desse setor, que ganha reforços também no sucesso que a cidade vem experimentando na área artística-cultural.

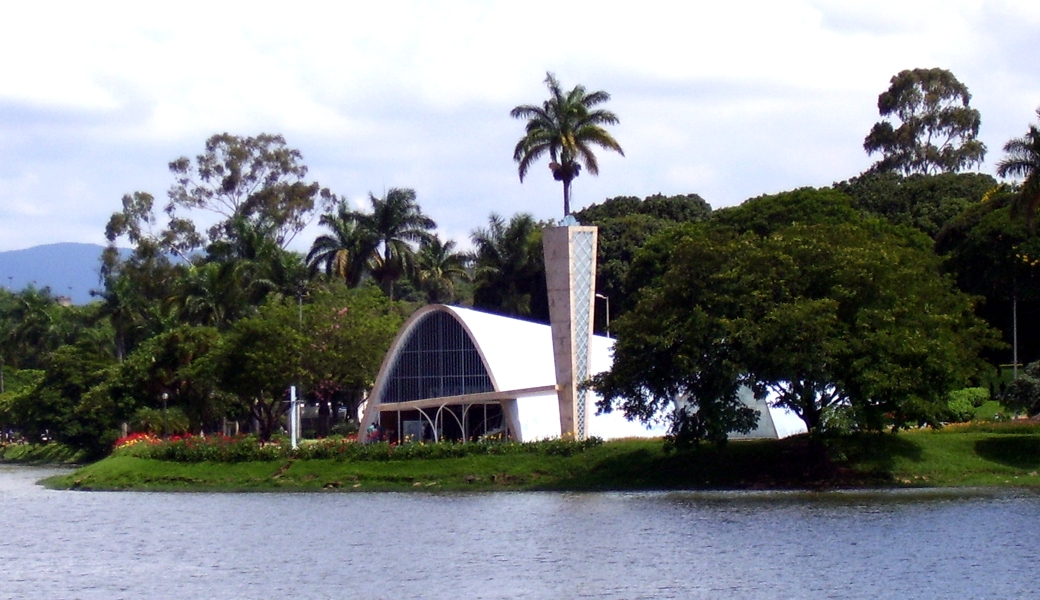
Igreja de São Francisco de Assis, na Pampulha

A cidade tem realizado congressos, convenções, feiras, eventos técnico-científicos e exposições, causando uma grande movimentação na economia, aumentando os níveis de ocupação da rede hoteleira e do consumo dos serviços de bares, restaurantes e transportes. A cidade já foi sede de importantes eventos internacionais como o 47ª Reunião Anual do BID, a Ecolatina, o Encontro das Américas e o Encontro Econômico Brasil-Alemanha.
Desde a sua construção, Belo Horizonte foi caminho e ponto de tropeiros e vendedores. No início do século XX, a cidade se destacou como centro de comércio de gado e de redistribuição de mercadorias, beneficiada pela localização estratégica como passagem dos caminhos do comércio viajante e pelo posicionamento equidistante dos grandes polos consumidores do país e principais capitais brasileiras: São Paulo, Rio de Janeiro e Brasília. O diferencial de posicionamento permite que diversos tipos de eventos sejam captados para a capital mineira.
Outro fator importante deve-se à presença de um setor de serviços bastante significativo e com infraestrutura capaz de atender aos seus habitantes e aos visitantes. Esse fator é fundamental para o desenvolvimento do turismo, principalmente do turismo de negócios e eventos, que exige excelência na qualidade dos serviços ofertados e uma infraestrutura sofisticada. A rede hoteleira tem observado um crescimento considerável. No ano de 2003, ainda em meio a uma crise, a ocupação média dos hotéis obteve índices de 40%. Como exemplo, o parque hoteleiro apresentou crescimento de 40,15% no número total de unidades habitacionais entre 1998 e 2005 e um aumento no número de apart-hotéis. Operam em Belo Horizonte cerca de 150 estabelecimentos incluindo grandes redes internacionais, como o Grupo Accor.
Segundo dados do Sebrae, em 1999 havia 61 espaços específicos para eventos em Belo Horizonte, em que foram realizados aproximadamente 2.500 eventos, gerando cerca de R$ 276 mil e 21 mil empregos diretos e indiretos. Em 2007, uma pesquisa direta junto ao setor turístico realizada pelo Convention Bureau, indicou a existência de aproximadamente 150 espaços de eventos na cidade, com condições de atender, ao mesmo tempo, 50 mil participantes, ou seja, um crescimento no número de espaços voltados para eventos de 150% em sete anos.
Grande parte desses espaços de eventos são de pequeno e médio porte. Os mais procurados são o Minascentro, a Serraria Souza Pinto, a Casa do Conde, a Casa do Baile, o Expominas, o Palácio das Artes e o Sesc Venda Nova, mas também há bons espaços para atividades externas como a área de eventos do Mercure, as inúmeras salas do Othon Palace, os auditórios do Grandarrell, Ouro Minas, Merit, Liberty e San Diego. Merecem destaque os centros de convenções como o Chevrolet Hall, o Luminis, o Espaço Séculus, Niágara, Centro de Convenções LifeCenter e o Campus Aloysio Faria da Fundação Dom Cabral.
Mesmo com essa diversidade de locais para a realização de eventos, a cidade é carente de espaços para a realização de eventos de grande porte, representado unicamente pelo Expominas. Recentemente, o governo estadual ampliou e modernizou o Expominas, que ganhou dois novos pavilhões, além da implantação de infraestrutura complementar para expositores e visitantes, seguindo as normas internacionais para a realização de grandes eventos. O espaço conta com estrutura de apoio logístico, incluindo anfiteatro e praça de alimentação. Atualmente é considerado um dos mais modernos centros de convenções da América Latina com uma área construída de 59 mil m², acolhendo até 45 mil pessoas simultaneamente, em três pavilhões.
Com uma economia baseada no setor de serviços e independente do setor industrial, o município detém um enorme potencial para o turismo de eventos. O calendário oficial da cidade é composto por grandes festivais culturais como o Festival Internacional de Teatro, Palco e Rua (FIT-BH), o Encontro Internacional de Literaturas em Língua Portuguesa, o Festival Internacional de Teatro de Bonecos, o Festival Internacional de Quadrinhos (FIQ), o Festival de Arte Negra (FAN), a Mostra de Cinema Mundial - Indie Brasil, o Festival Internacional de Curtas, o Festival Internacional de Dança (FID) e o Festival Mundial de Circo do Brasil, e por feiras e congressos como o ExpoCachaça, Boa Mesa BH, Casa Cor BH, Gestão do Futuro, MultiMinas, MecMinas, BH Shoes, Circuito BH de Moda, Super Minas, Mostra Têxtil Brasil, Feira dos Imigrantes e CarnaBelô.
No Estudo de competitividade dos destinos indutores do turismo nacional realizado em 2008 pelo Ministério do Turismo, Fundação Getúlio Vargas (FGV) e Sebrae, Belo horizonte se destacou nos aspectos de infraestrutura geral, marketing e capacidade empresarial. No estudo, a cidade alcançou médias superiores a 70% em oito das 13 dimensões analisadas. A maior pontuação do município foi no aspecto capacidade empresarial, que teve no estudo 86,1%, de aproveitamento. A média das capitais brasileiras ficou em 72,1% e a média Brasil no mesmo item foi de 51%. A avaliação neste aspecto verificou as variáveis de qualificação profissional, presença de grupos nacionais e internacionais do setor turístico, número de empresas de grande porte, filiais e/ou subsidiárias. Na dimensão infraestrutura geral, Belo Horizonte obteve 80,5% de aproveitamento, enquanta a média das capitais brasileiras foi 70,5% e a média Brasil foi de 63,3%. O estudo analisou a saúde pública, energia, comunicação e facilidades financeiras, além de segurança e urbanização. Na dimensão Marketing, a cidade se destacou no estudo, obtendo 84,5% do aproveitamento, frente à média de 46,3% das outras capitais e a média nacional de 37,7%. Nesse aspecto, foram avaliados planejamento, participação em feiras e eventos, material promocional e website.
Muito do sucesso alcançado pela capital deve-se ao Belo Horizonte Convention & Visitors Bureau, organização cooperativa de marketing com finalidade de captar congressos, feiras, convenções e eventos nacionais para Belo Horizonte e atrair grupos organizadores de turistas para a capital.
A utilização desse potencial, porém, tem esbarrado nas deficiências na malha viária. A malha rodoviária que liga Belo Horizonte às cidades do estado de Minas Gerais e aos demais estados, foi classificada recentemente como uma das piores do país, segundo o SGP/DNER, quanto ao seu estado de conservação.